# فرناندو تيري
فرناندو بيلاوندى تيري (إسبانية: Fernando Belaúnde Terry) (و. 7 أكتوبر 1912 - ت.4 يونيو 2002) هو سياسي من البيرو، شغل منصب الرئيس السابع والخمسين والستين للبيرو (في الفترة ما بين عامي 1963 - 1968، و 1980 - 1985). أجبر تيري على التنحي من منصبه كرئيس للبيرو بعد وقوع انقلاب عسكري في البلاد عام 1968، وأعيد انتخابه كرئيس للبلاد مرة أخرى في عام 1980، بعد سيطرة العسكر على البلاد لمدة 12 عامًا.

## النشأة
كان تيري الابن الثاني لعائلة من أربعة أطفال. ولد تيري في مدينة ليما عاصمة البيرو لعائلة أرستقراطية ذات أصول إسبانية. كان والد تيري، رافائيل بيلاندي ديز كانزيكو (من مواليد عام 1886 وتوفي في 1972)، أستاذًا جامعيًا، وشغل منصب رئيس وزراء البلاد في عهد الرئيس خوسيه بوستامانتي ص ريفيرو، بينما كان جده لأبيه، ماريانو أندريس بيلاوندي، وزيرًا للمالية، وكان أحد أجداده، بيدرو دييز كانسيكو رئيسًا لجمهورية البيرو أيضًا. التحق تيري بمدرسة ألكسندر فون همبولت الألمانية في ليما.
دفع الاضطهاد الذي تعرض له كل من والد تيري «رافائيل» وعمه «فيكتور أندريس بيلاندي» خلال فترة الحكم الديكتاتوري لأوغستو ليقيا، بسبب أنشطتهما السياسية، الأسرةَ إلى الانتقال إلى فرنسا في عام 1924، حيث التحق فرناندو بالمدرسة الثانوية وتلقى تعليمه الجامعي الأولي في مجال الهندسة. درس بيلاندي في الفترة ما بين عامي 1930 و 1935 الهندسة المعمارية في الولايات المتحدة الأمريكية، إذ التحق بجامعة ميامي (الجامعة التي كان يُدرّس فيها والده رافائيل)، وانتقل في عام 1935 إلى جامعة تكساس في أوستن، وحصل فيها على درجة البكالوريوس في الهندسة المعمارية. انتقل بيلاندي، بعد تخرجه، إلى المكسيك وعمل فيها كمهندس معماري لفترة وجيزة، لكنه عاد، في عام 1936، إلى البيرو حيث بدا حياته المهنية كمهندس معماري وعمل في تصميم المنازل الخاصة. أنشأ بيلاندي في عام 1937 مجلة أطلق عليها اسم «المهندس المعماري البيروني»، وتناولت المواضيع الخاصة بالتصميم الداخلي، والمشاكل الحضرية والعمرانية التي كانت تواجه البيرو في تلك الفترة. كانت مجلة تيري نواةً لجمعية المهندسين المعماريين في البيرو، ومعهد التمدن في البيرو أيضًا.
أصبح بيلاندي، بعد تأسيسه للمجلة والجمعية، مستشارًا حكوميًا في شؤون الإسكان العام في جميع أنحاء البلاد وخارجها، وبدأ في عام 1943، حياته العملية كمدرس في الهندسة المعمارية والتخطيط الحضري  في مدرسة المهندسين الوطنية في ليما، وأصبح فيما بعد عميد قسم الهندسة المدنية والهندسة المعمارية فيها. أدار بيلاندي أيضًا، في عام 1955، عملية بناء كلية الهندسة المعمارية في الجامعة الوطنية للهندسة بالتعاون مع عدد من الأساتذة والطلاب الآخرين.

## العمل السياسي
بدأت حياة بليلاندي السياسية في عام 1944 كمؤسس لحزب الجبهة الوطنية الديموقراطية التي انتخبت خوسيه بوستامانتي ص ريفيرو رئيسًا للبلاد في عام 1945، خدم بيلاندي كنائب في البرلمان البيروني حتى وقوع انقلاب الجنرال مانويل أودريا الذي أوقف عملية الانتخابات الديموقراطية في البلاد في عام 1948.
كان بيلاندي ينوي العودة إلى الساحة السياسية في عام 1956، عندما دعا نظام مانويل أ. أودريا الدكتاتوري المنتهية ولايته إلى إجراء انتخابات، وقاد قائمة الجبهة الوطنية للشباب الديموقراطي (منظمة أسسها طلاب جامعيون ذوي عقلية إصلاحية، حضر بعضهم دروس بيلاندي)، دفع دعم بيلاندي لصحيفة «لابرينسا» التي أغلقها النظام الديكتاتوري في أوائل عام 1956 قيادة الجبهة الوطنية إلى التقرب من بيلاندي بهدف وضعه في رأس قائمتها الانتخابية.

## روابط خارجية
- فرناندو تيري على موقع الموسوعة البريطانية (الإنجليزية)
- فرناندو تيري على موقع مونزينجر (الألمانية)